# GlobalFoundries
Globalfoundries est l'une des plus importantes entreprises indépendantes de fonderie de semi-conducteurs au monde, deuxième après TSMC. Globalfoundries était la fonderie d'AMD, qui s'en est séparé en 2009. 
L'entreprise est 100% détenue par ATIC, le fonds souverain des Émirats Arabes Unis.
Son siège est situé à Sunnyvale en Californie. 

## Histoire
En fin d'année 2009, GlobalFoundries a acquis Chartered Semiconductor Manufacturing qui était alors la 3e fonderie indépendante mondiale.
En octobre 2014, IBM accepte de payer 1,5 milliard de dollars à GlobalFoundries, pour se défaire de sa filiale déficitaire dans les semi-conducteurs.

## Activité
La société possède plusieurs usines de fabrication de tranches de silicium, à Dresde en Allemagne, à Malta dans le comté de Saratoga et à Hopewell Junction dans  l'état de New-York, à Essex-Junction dans le Vermont et à Singapour. Elle produit des circuits intégrés pour des entreprises de semi-conducteurs telles que AMD, Broadcom, Qualcomm et STMicroelectronics.
Le 10 juillet 2022, GlobalFoundries et STMicroelectronics annoncent conjointement la construction sur le site de Crolles, près de Grenoble, d'une usine de fabrication de puces électroniques, impliquant un investissement de plusieurs milliards d'euros et la création d'un millier d'emplois.